# Mallinella ponikii
Mallinella ponikii är en spindelart som först beskrevs av Robert Bosmans och Paul Hillyard 1990.  Mallinella ponikii ingår i släktet Mallinella och familjen Zodariidae.
Artens utbredningsområde är Sulawesi. Inga underarter finns listade i Catalogue of Life.